# Brazoria (Teksas)
Brazoria – miasto w Stanach Zjednoczonych, w stanie Teksas, w hrabstwie Brazoria.